# Macrocyclops distinctus
Macrocyclops distinctus is een eenoogkreeftjessoort uit de familie van de Cyclopidae. De wetenschappelijke naam van de soort is voor het eerst geldig gepubliceerd in 1887 door Richard.